# La Mata de los Olmos
La Mata de los Olmos ist eine Gemeinde (municipio) mit 271 Einwohnern (Stand: 2024) in der Provinz Teruel in der Autonomen Region Aragón in Spanien. 

## Lage
La Mata de los Olmos liegt etwa 85 Kilometer nordöstlich von Teruel in einer Höhe von ca. 905 m.

## Bevölkerungsentwicklung
| Jahr      | 1970 | 1981 | 1991 | 2001 | 2011 | 2021 |
| Einwohner | 332  | 315  | 285  | 273  | 280  | 255  |

## Sehenswürdigkeiten
- Bartholomäuskirche (Iglesia de San Bartolomé)

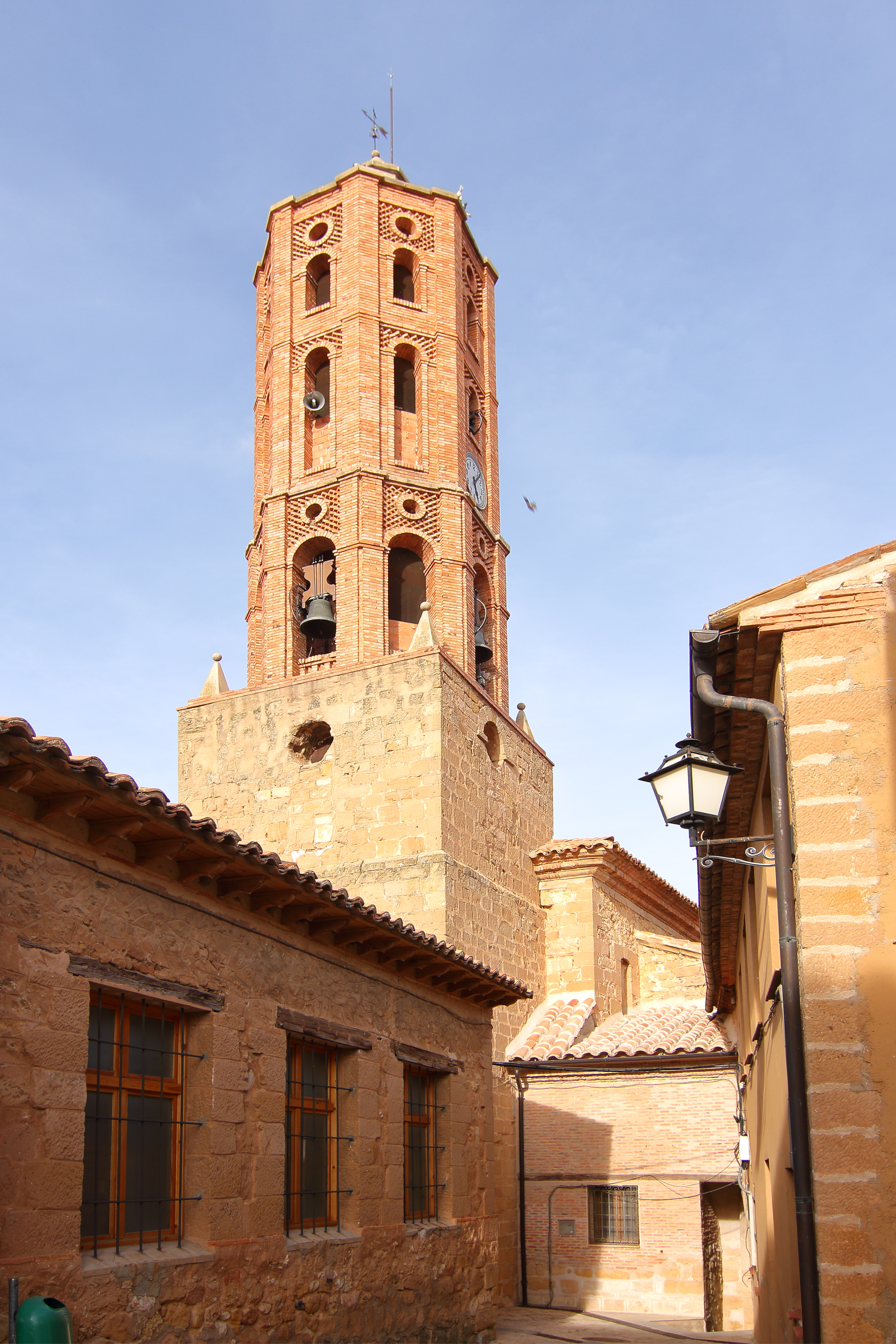
Bartholomäuskirche
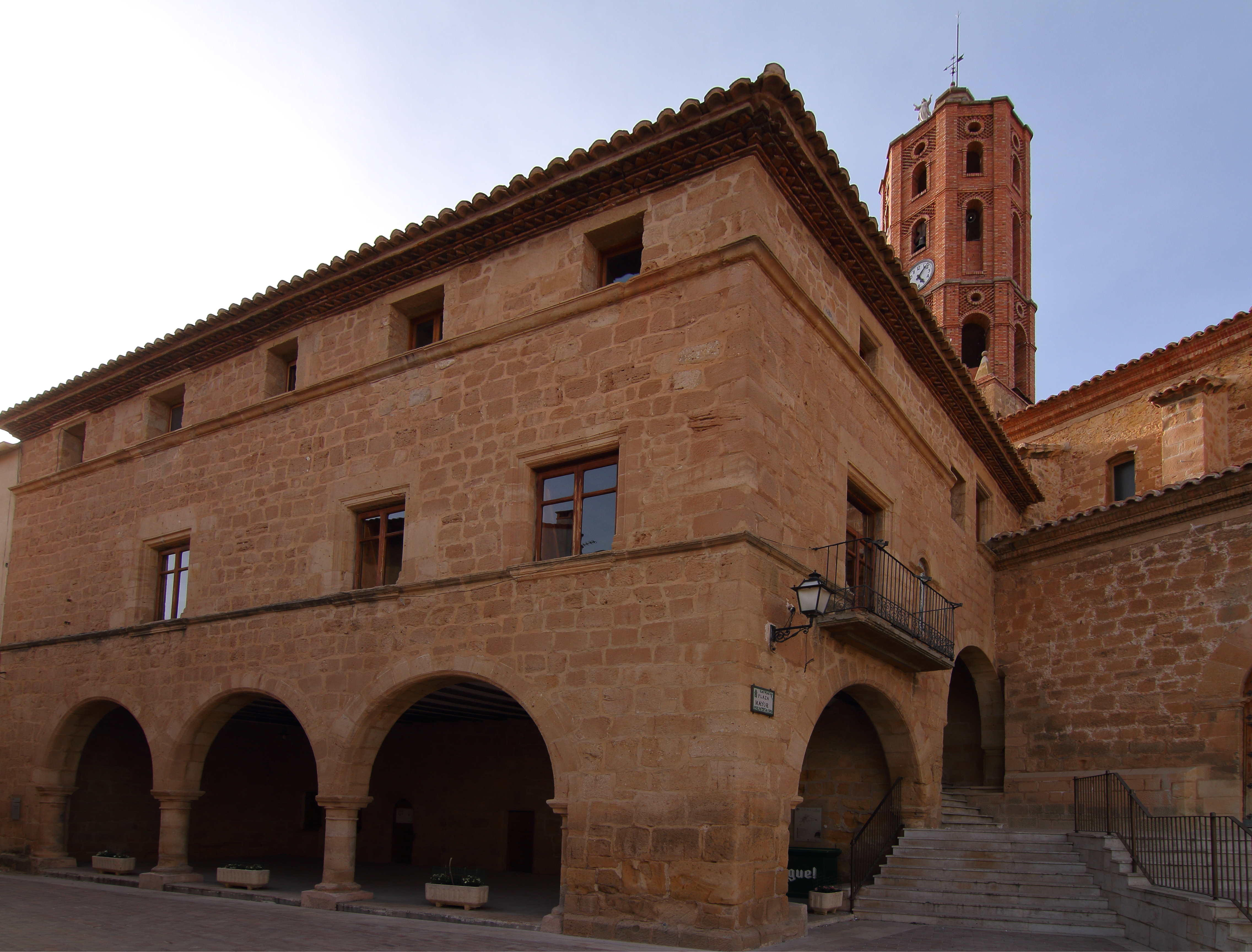
Rathaus